# Byrd-Station
Die Byrd-Station ist eine frühere Polarforschungsstation der Vereinigten Staaten in Westantarktika. Sie wurde durch die U.S. Navy während des Internationalen Geophysikalischen Jahrs 1957 im Rahmen der Operation Deep Freeze II im Marie-Byrd-Land errichtet und ist nach dem US-amerikanischen Polarforscher Richard Evelyn Byrd benannt.

## Geschichte
In einer gemeinsamen Operation von U.S. Army, Marines und Air Force wurde Ende des Jahres 1956 ausgehend von der auf dem Ross-Schelfeis errichteten Station Little America V eine Überlandquerung mittels eines Schneetraktorenkonvois ins Innere des Marie Byrd Lands gestartet. Der Konvoi wurde von Army Major Merle Dawson (1906–1986) geleitet und legte einen Pfad über 1040 km bisher unerforschtes Land bis zu einem vorher ausgewählten Endpunkt. Die als Ganzjahresstation für 25 Personen geplante Forschungseinrichtung bestand zunächst aus vier, später insgesamt 11 vorgefertigten Gebäuden. Erstere wurden in weniger als einem Monat durch eine Einheit der U.S. Navy Seabees auf dem Inlandeis in einer Höhe von 1528 m errichtet. Die Inbetriebnahme erfolgte am 1. Januar 1957. Die ursprüngliche Station ("Old Byrd") brach nach vier Jahren unter der Schneelast zusammen. 1960 wurde mit dem Bau einer unterirdischen Station begonnen, die bis 1972 benutzt wurde. Danach wurde die Station in ein nur im Sommer benutztes Feldlager umgewandelt, bis sie 2004/05 ganz aufgegeben wurde.
Die für das United States Antarctic Program verantwortliche National Science Foundation hatte Pläne für Nachfolgeeinrichtungen in Westantarktika. Ab Juni 2009 sollte ein neues Lager in einer Entfernung von rund 1400 km zur Hauptbasis, der McMurdo Station, eine Reihe wissenschaftlicher Projekte unterstützen, die auch Untersuchungen am Pine-Island-Gletscher beinhalteten. Es sollte die Versorgung von bis zu 50 Menschen sicherstellen und insbesondere als Tankstation für Unterstützungsflüge dienen. In der Nähe des Pine-Island-Gletschers sollte ein zweites Feldlager für ein Projekt unter Leitung des NASA-Wissenschaftlers Robert Bindschadler entstehen, das Hubschrauberflüge in Richtung Schelfeis unterstützen sollte.

## Klima
In den vergangenen Jahren hat die Station eine Erwärmung des Klimas aufgezeichnet, mit dem stärksten Effekt im Winter und Frühling. Die Gegend im Zentrum des westantarktischen Eisschilds ist einer der sich am stärksten erwärmenden Orte der Erde.